# 10Base2

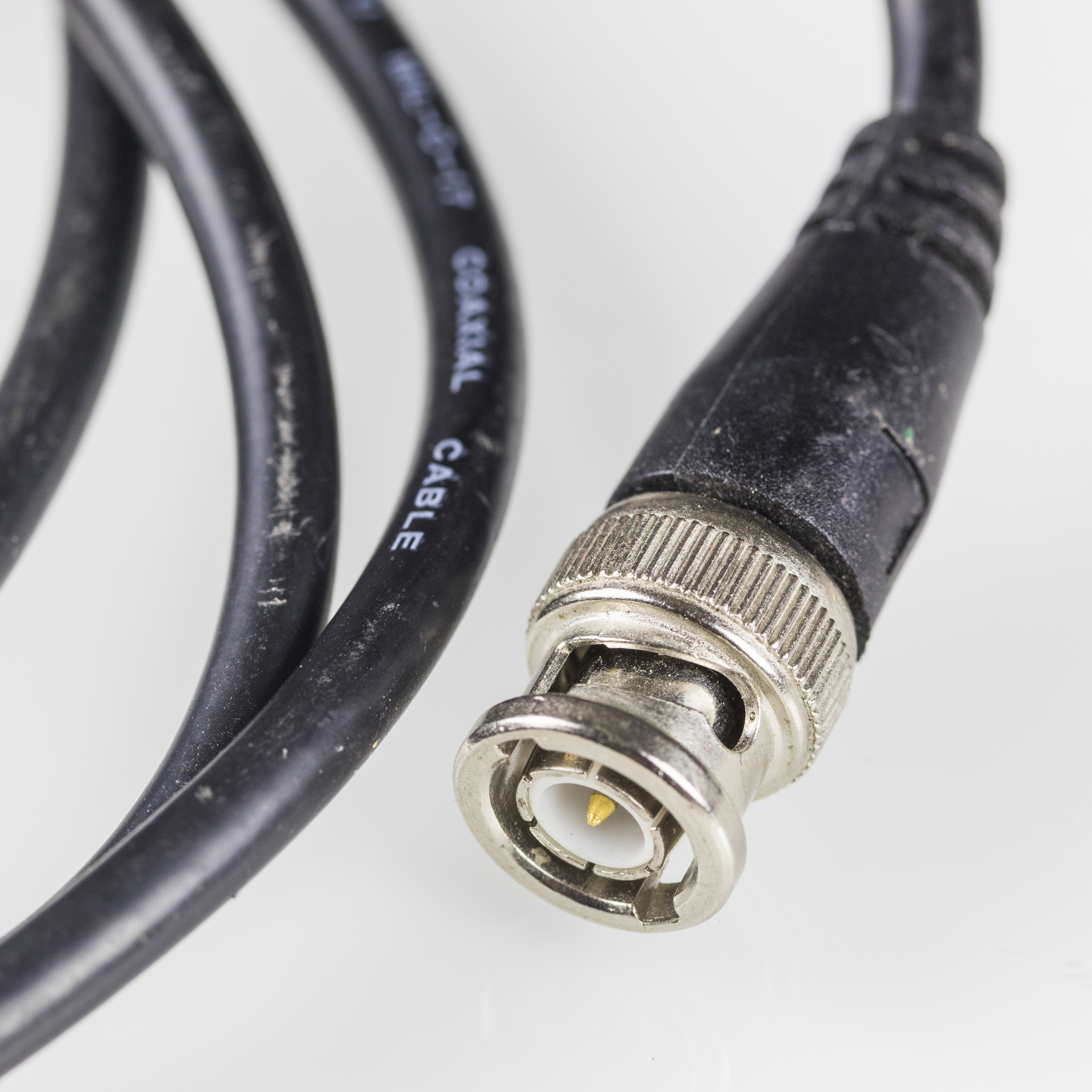
Cavo 10BASE2 che mostra l'estremità del connettore BNC

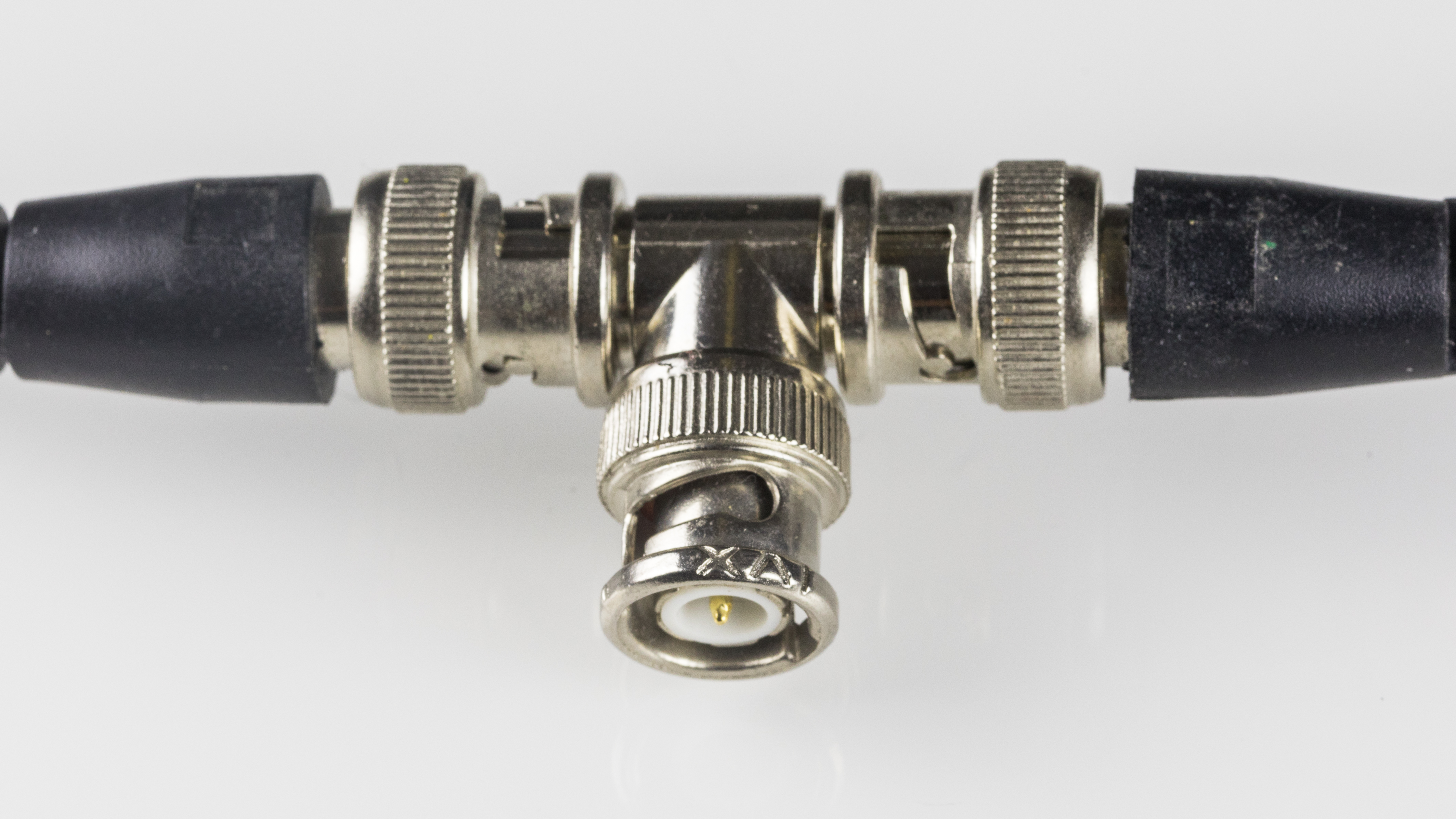
Cavo 10BASE2 con una spine a T BNC

La 10Base2 (conosciuta anche come cheapernet, thin Ethernet, thinnet o thinwire) è una specifica di livello fisico dello standard IEEE 802.3 per l'implementazione di reti LAN, caratterizzata da velocità di trasmissione di 10 Mb/s in banda base e da segmenti di lunghezza non superiore ai 185 metri.
Questo tipo di implementazione, molto diffusa nella seconda metà degli anni 80, è ormai obsoleta e non è più installata da anni, ormai superata degli standard 100Base-TX e 1000Base-TX. A partire dal 2011, il gruppo di lavoro dello standard IEEE 802.3 ha deprecato questo standard per le nuove installazioni.

## Origine del nome
Il nome 10Base2 deriva da diverse caratteristiche del supporto fisico. Il 10 deriva dalla velocità di trasmissione di 10 Mbit/s. Base sta per segnalazione in banda base e 2 per una lunghezza massima del segmento che si avvicina a 200 m (la lunghezza massima effettiva è 185 m).

## Caratteristiche
Utilizza cavo coassiale RG-58, in una topologia a bus. L'RG-58 è alquanto più sottile e leggero dell'RG-8 (usato nello standard 10Base5), ed è molto più facile piegarlo senza danneggiarlo. In 10Base2, a differenza del 10Base5, il transceiver è integrato nella scheda di rete, e le stazioni sono collegate al bus tramite spine a T di tipo BNC. È possibile collegare 30 stazioni per segmento. Alle estremità del cavo sono necessari dei terminatori BNC con impedenza di 50 ohm, per evitare che il rimbalzo del segnale disturbi le comunicazioni. Tramite repeater è possibile collegare fino a 4 segmenti consecutivi.
Un guasto in qualsiasi punto del cablaggio di rete tende a bloccare tutte le comunicazioni. Per questo motivo, le reti 10Base2 possono essere difficili da mantenere e sono state spesso sostituite da reti 10Base-T, che hanno anche fornito un buon potenziale di aggiornamento a 100Base-TX e superiori.

### Codifica segnali
L'Ethernet a 10 Mbit/s utilizza la codifica Manchester. Uno zero binario è indicato da una transizione basso-alto nel mezzo del periodo di bit e un uno binario è indicato da una transizione alto-basso nel mezzo del periodo di bit. La codifica Manchester consente di recuperare il clock dal segnale. Tuttavia, le transizioni aggiuntive ad esso associate raddoppiano la larghezza di banda richiesta dal segnale.